# Fiestas de San Isidro Yecla

Las Fiestas de San Isidro de Yecla se celebran aproximadamente a mitad del mes de mayo, siempre en el fin de semana más próximo a la festividad del Santo. Fueron declaradas por el gobierno de Interés Turístico Nacional el día 14 de mayo del año 2021. En estas fiestas nos podemos encontrar con un gran número de actos, entre los cuales destacan desfiles y procesiones en honor a San Isidro. El día más destacado es la Cabalgata de Carrozas, donde un gran número de peñas sacan a las calles carrozas con motivos agrícolas o relacionado con Yecla. Estas carrozas suelen ser de dimensiones entre cinco metros de alto y tres de ancho y están hechas de papelicos de papel de seda.  

## Historia de las Fiestas
La historia de estas fiestas empieza en  Yecla en 1816 con la creación de una compañía para el alumbramiento de aguas en las inmediaciones del Cerrico de la Fuente; que más tarde pasaría a llamarse Empresa de Iluminación de Aguas de San Isidro. Poco después, dicha Empresa pasa a manos del monarca Fernando VII, el cual la denominó Real Empresa de Iluminación de Aguas de San Isidro.
Gracias a esta Empresa y su culto a San Isidro Labrador en Yecla, se creó una imagen y una capilla en la ermita de Santa Bárbara. Dicha imagen fue destruida en 1936, a causa de la Guerra Civil.
Todo esto hizo que durante la celebración de la onomástica del Santo se celebraran algunos actos. El 14 de mayo, por la tarde, se creaban hogueras en la ermita de Santa Bárbara. Y la mañana del 15 del mismo mes, se hacía una procesión y una Misa Solemne.
Cerca del año 1940 se crearon las Hermandades Sindicales de Labradores y Ganaderos los cuales promovieron las Fiestas de San Isidro por toda España. Así en 1943 esta Hermandad decidió volver a crear una imagen de San Isidro que llegó a Yecla el 14 de mayo de 1945; al día siguiente se celebraba la primera procesión que dio origen a las Fiestas de San Isidro en Yecla, tal y como las conocemos hoy en día.
Hasta 1948 solo se hacía un desfile y posteriormente una  Misa Solemne. Sin embargo a partir de 1949 se empiezan a introducir un mayor número de actos como es la Cabalgata de Carrozas entre otros tantos actos.
En la primera mitad de la década de los años cincuenta desfiló la primera imagen de la esposa de San Isidro (Santa María de la Cabeza), que en 1957 fue sustituida por la actual que podemos encontrar en la Basílica de la Purísima.
En esta misma década apareció el primer Programa de Fiestas y la primera carroza elaborada con papelicos, que dio lugar a la Cabalgata de Carrozas, la cual recibió el nombre de Batalla de Flores y Concurso de Carrozas; donde se repartían premios a los mejores vehículos y animales engalanados, al igual que a los mejores labradores y labradores vestidos con el traje típico local.
Actualmente, la celebración de estas fiestas se lleva a cabo durante todo el mes de mayo. Empezando por la Proclamación de Reina y Damas que es el primer fin de semana de mayo; el fin de semana siguiente se llevara a cabo la Ofrenda, donde todas las peñas harán un desfile vestidos con el ropaje típico; finalmente el fin de semana siguiente se hará el desfile hasta la ermita de Santa Bárbara y al día siguiente la Cabalgata de Carrozas.

## Historia de las Reinas y Damas
En el año 1958 se decidió que estas fiestas debían de tener una Reina; y por lo tanto se llevó a cabo una ‘’Elección de Reina del Campo y su Corte de Labradoras’’; este título recayó sobre Alodia Rentero que fue elegida por el Cabildo Sindical y su Jefe. En 1979 se eligió también una Reina Infantil junto con su Corte de Honor, que ese año sería Sonia Puche.
Actualmente, un jurado compuesto por personas que representan distintas entidades importantes de Yecla y de las fiestas y que cada año varia, es quien decide la que será la representante de las fiestas en el año próximo. Tanto el jurado como las candidatas a Reina y Damas deberán pasar una jornada de convivencias, donde podrán conocerse más a fondo para ver quien tiene las cualidades indicadas para ser la Reina. Más tarde, se celebrará el acto de la Elección de Reina y Damas que se hará en el Teatro Concha Segura, y donde las candidatas tendrán que acudir vestidas con el traje típico, lo que también será valorado. Finalmente, el primer fin de semana de mayo se celebrará la Proclamación de Reina y Damas, donde les será impuesta por primera vez la banda que las diferenciará como embajadoras por un año. A partir de ese momento tendrán un gran número de actos, tanto en Yecla como en localidades vecinas, a los que tendrán que acudir para representar  a su pueblo y a sus fiestas.

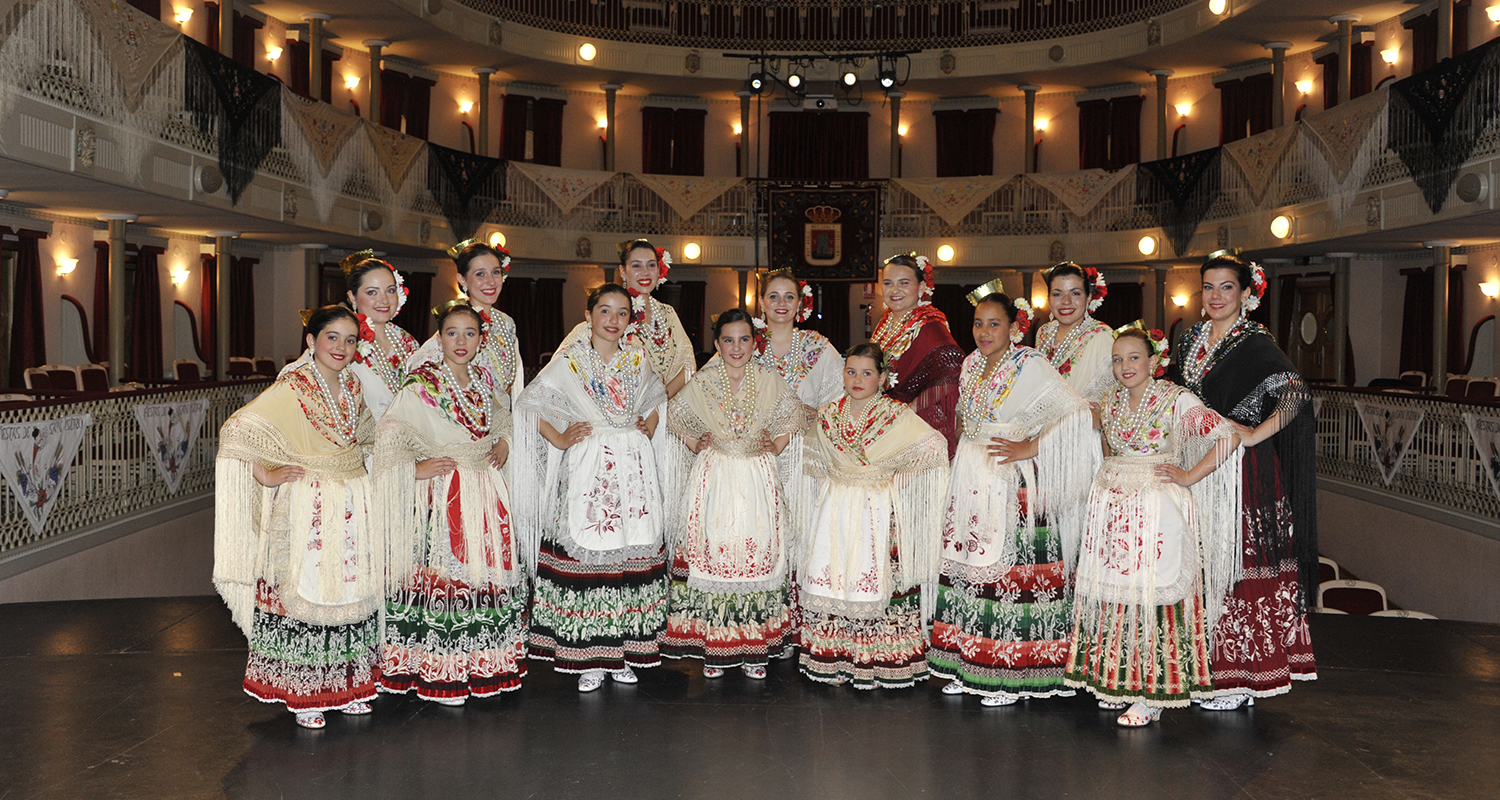
Reina y Damas 2019

## Reinas de San Isidro a lo largo del tiempo
| Año       | Reina                          |
| --------- | ------------------------------ |
| 1958      | Alodia Rentero                 |
| 1959      | Ana Azorín                     |
| 1960      | María de la Luz Martínez       |
| 1961      | María Castex                   |
| 1962      | María de los Remedios Boj      |
| 1963      | Antonia María Azorín           |
| 1965      | María Celina Candela           |
| 1966      | Águeda Palao                   |
| 1967      | Beatriz Palao                  |
| 1968      | Isidora García                 |
| 1969      | Mercedes Palao                 |
| 1970      | Concepción Yago                |
| 1971      | María Pía Hernández            |
| 1972      | Josefina Muñoz                 |
| 1974      | Inmaculada Puche               |
| 1975      | María del Carmen Carpena Vidal |
| 1976      | Concepción Bernal              |
| 1977      | María Dolores Rubio            |
| 1979      | María del Carmen Palao         |
| 1980      | María del Carmen Conejero      |
| 1981      | María Inmaculada López         |
| 1982      | Milagros López                 |
| 1983      | María Concepción Pérez         |
| 1984      | Francisca López                |
| 1985      | Elia Rosa Sánchez              |
| 1986      | Antonia Marco                  |
| 1987      | María del Carmen Polo          |
| 1988      | Amparo Muñoz                   |
| 1989      | Ana Esther Morales             |
| 1990      | Consuelo Del Valle             |
| 1991      | María del Carmen Soler         |
| 1992      | María de los Ángeles Muñoz     |
| 1993      | Asunción Martínez              |
| 1994      | Ana Martínez                   |
| 1995      | Sandra Andrés                  |
| 1996      | Águeda López                   |
| 1997      | Natalia Serrano                |
| 1998      | María del Carmen Romero        |
| 1999      | María José López               |
| 2000      | Julia Azorín                   |
| 2001      | Esther García                  |
| 2002      | María Dolores Forte            |
| 2003      | Amaya Forte                    |
| 2004      | Inmaculada Ibáñez              |
| 2005      | Marta Rico                     |
| 2006      | Cristina Navarro Polo          |
| 2007      | María del Carmen Albert        |
| 2008      | Carmen Yago Carpena            |
| 2009      | María Jesús Lucas              |
| 2010      | Carmen María Forte             |
| 2011      | Alicia Jiménez                 |
| 2012      | Yessica Muñoz                  |
| 2013      | Esther Gil                     |
| 2014      | Natalia Polo Rubio             |
| 2015      | Paula Carpena Mas              |
| 2016      | Cristina Carpena Ortiz         |
| 2017      | Irene Hernández                |
| 2018      | Esther Bañon Varela            |
| 2019-2021 | Lorena Gil Puche               |
| 2022      | Andrea Pérez Caballero         |
| 2023      | Ester Pascual                  |

## Traje típico
El traje típico de labradora está compuesto por: medias caladas en tono blanco o rojo; pololo blanco; enagua blanca; una falda de lana bordada a mano con motivos florales; esta falda puede ser de distintos colores entre ellos encontramos el granate y distintos difuminados de verde, entre muchos otros, sin embargo el bordado siempre tiene que ser en blanco o un color similar; delantal bordado a mano con motivos florales, este puede ser de distintos colores como son blanco bordado en colores o en granate, rojo bordado en blanco o negro bordado en blanco (estos son los más comunes); camisa blanca, roja o negra; mantón bordado a mano que puede ser de todas las tonalidades existentes, el cual tiene que ser colocado de manera específica; mantilla blanca o negra, que también puede ser sustituida por un cintón que son de terciopelo negro  bordado a mano en hilo negro con cuentas; pendientes típicos; colgante de perlas; amapolas en el lado izquierdo de la cabeza y peineta de color oro en el lado opuesto; el pelo recogido en un moño; y finalmente unos zapatos en piel o tela blanca bordados en hilo granate.

## Peñas y Carrozas
Como ya se ha dicho anteriormente el día de la Cabalgata de Carrozas es el momento en el que las peñas tienen que sacar a las calles de Yecla sus pequeñas obras de arte que han estado elaborando durante todo un año. Estas carrozas suelen medir entre cinco metros de alto y tres de ancho y se encuentran encima de remolques tirados por tractores. Estas carrozas están relacionadas con la agricultura, algunas con contenidos infantiles o con la ciudad de Yecla. Se hacen con papelicos de seda con forma cuadrada que se enrollan en el dedo de una forma peculiar para que se queden con forma de canuto, con ellos se recubre toda la estructura de las carrozas, se necesitan millones y millones de papelicos.  Ese día se elige a las carrozas ganadoras por su belleza, colorido y originalidad; habiendo dos categorías: una adulta y otra infantil  (más relacionada con la fantasía)
Cada año nos encontramos con más peñas que se han federado y han querido unirse al desfile, hasta ahora hay alrededor de 50 peñas federadas, pero hay muchísimas más que participan montando su mesa a lo largo de todo el recorrido, donde ofrecen desinteresadamente productos gastronómicos de la tierra tales como tramuzos, habas, garbanzos torraos, sequillos, mantecaos ... sin faltar los variados y exquisitos vinos elaborados en algunas de las bodegas de Yecla.
| Nombre de algunas de las Peñas de San Isidro         |
| ---------------------------------------------------- |
| Peña Amigos del caballo                              |
| Peña Asoca del code                                  |
| Peña @rroba de vino                                  |
| Peña Barahonda                                       |
| Peña Destripaterrones                                |
| Peña El ababó                                        |
| Peña El alcuzón                                      |
| Peña El alba                                         |
| Peña El alicornio                                    |
| Peña El arao                                         |
| Peña El bancalico de los torcios                     |
| Peña El barril                                       |
| Peña El blinco                                       |
| Peña El candil                                       |
| Peña El cencerro                                     |
| Peña El cintón                                       |
| Peña El charco                                       |
| Peña El clisico                                      |
| Peña El corralico                                    |
| Peña El cornijal                                     |
| Peña El fitolé                                       |
| Peña El Hoyo                                         |
| Peña El majuelico                                    |
| Peña El montón                                       |
| Peña El pajar                                        |
| Peña El palico tieso                                 |
| Peña El pitorro                                      |
| Peña El porrón                                       |
| Peña El pozo                                         |
| Peña El púe                                          |
| Peña El racimo                                       |
| Peña El Rodalico                                     |
| Peña El rundo                                        |
| Peña El sarmiento                                    |
| Peña El sembrao                                      |
| Peña El zarandeo                                     |
| Peña Juan, Perico y Andrés                           |
| Peña La alborga                                      |
| Peña La cepa                                         |
| Peña La chota                                        |
| Peña La estación                                     |
| Peña La filandra                                     |
| Peña La gobanilla                                    |
| Peña La juventud                                     |
| Peña La labor                                        |
| Peña La pampana                                      |
| Peña La siega de Yecla                               |
| Peña La parva                                        |
| Peña La tinaja                                       |
| Peña La trilla                                       |
| Peña La Trolla                                       |
| Peña #Lasdelasmonjas                                 |
| Peña Los arrejuntaos                                 |
| Peña Los capazos de pleita                           |
| Peña Los empancinaos                                 |
| Peña Los escandilaos                                 |
| Peña Los extranjeros                                 |
| Peña Los zagalicos                                   |
| Peña Los zánganos                                    |
| Peña Pipo                                            |
| Peña Salsipuedes                                     |
| Peña San Isidro                                      |
| Peña Sube p'arriba Peña "A Gallete" Peña El Pajarico |

## Reinas a lo largo del tiempo
1. ↑  «Federación de Peñas de San Isidro». Consultado el 24 de febrero de 2016.
2. ↑  Daniel Andrés Díaz y Francisco J. Carpena Chinchilla (2013). «Las Fiestas de San Isidro de Yecla. Orígenes, Documentos e Historia (1943-2000)».
3. ↑  Juana Martínez Yago. «La instrumentaria tradicuonal popular yeclana».

- Datos: Q25407557